# 현장토크쇼 TAXI의 에피소드 목록
아래는 TvN의 예능 프로그램인 《현장토크쇼 TAXI》의 에피소드 목록이다.

## 시리즈 개요
| 연도 | 연도 | 에피소드          | 방송 기간      | 방송 기간        |
| 연도 | 연도 | 에피소드          | 시작           | 종영             |
| ---- | ---- | ----------------- | -------------- | ---------------- |
|      | 2007 | 15회              | 2007년 9월 8일 | 2007년 12월 29일 |
|      | 2008 | 52회              | 2008년 1월 5일 | 2008년 12월 25일 |
|      | 2009 | 53회              | 2009년 1월 8일 | 2009년 12월 31일 |
|      | 2010 | 52회              | 2010년 1월 7일 | 2010년 12월 30일 |
|      | 2011 | 52회              | 2011년 1월 6일 | 2011년 12월 29일 |
|      | 2012 | 47회              | 2012년 1월 5일 | 2012년 12월 31일 |
|      | 2013 | 45회              | 2013년 1월 7일 | 2013년 12월 23일 |
|      | 2014 | 45회              | 2014년 1월 4일 | 2014년 12월 23일 |
|      | 2015 | 48회 + 스페셜 2회 | 2015년 1월 6일 | 2015년 12월 22일 |
|      | 2016 | 49회 + 스페셜 2회 | 2016년 1월 5일 | 2016년 12월 27일 |
|      | 2017 | 43회              | 2017년 1월 4일 | 2017년 11월 1일  |

## 에피소드 목록

### 2007년
| 회차 | 방영 일자 | 게스트                                                                                         |
| ---- | --------- | ---------------------------------------------------------------------------------------------- |
| 1회  | 9월 8일   |                                                                                                |
| 2회  | 9월 29일  | 스튜디어스 / 거제 총각 / R.ef 이성욱                                                           |
| 3회  | 10월 6일  | 낸시 랭 / R.ef                                                                                 |
| 4회  | 10월 13일 | 치어리더 / 생활설계사 / 김형석                                                                 |
| 5회  | 10월 20일 | 비운의 매니저 정석권, 매니저 겸 코디 최종훈 / 대한민국 인디록밴드의 자존심 노브레인 / 모자지간 |
| 6회  | 10월 27일 | 드렁큰 타이거 / 임정희 / 당돌한 20대 / 닭살커플                                                |
| 7회  | 11월 3일  | 원더걸스 / 이승광 / 성형외과 의사 / 펀드매니저                                                 |
| 8회  | 11월 10일 | 임창정 1탄                                                                                     |
| 9회  | 11월 17일 | 임창정 2탄 / 찰스 1탄                                                                          |
| 10회 | 11월 24일 | 찰스 2탄 / 익스트림 크루 / 패션모델                                                            |
| 11회 | 12월 1일  | 유채영 / 예원대학교 코미디 연기학과 학생 + 김신영 / 서울대학교 07학번 학생                     |
| 12회 | 12월 8일  | 손미나 / 이중성 / 독립영화 감독&배우                                                           |
| 13회 | 12월 15일 | 제이 / 펀드매니저 / 우승민, 백승일                                                             |
| 14회 | 12월 22일 | Tim / 박지은 (스포츠댄스 강사) / 연예부 기자                                                   |
| 15회 | 12월 29일 | 연말특집 미녀들의 수다 / 야식 특집 / DJ DOC 콘서트                                             |

### 2008년
| 회차   | 방영 일자 | 게스트                                                                                   |
| ------ | --------- | ---------------------------------------------------------------------------------------- |
| 16회   | 1월 5일   | 이루 / 김청 / 남자 모델                                                                  |
| 17회   | 1월 12일  | 부산 편 1 (이종운 감독 / 장성우 선수 / 자갈치시장)                                       |
| 18회   | 1월 19일  | 부산 편 2                                                                                |
| 19회   | 1월 26일  | 발레리나 강예나 / 브로드웨이 뮤지컬42번가 오리지널 팀 / 돌아이의 주인공 전영록           |
| 20회   | 2월 2일   | 패션디자이너 황재복 / 박수홍                                                             |
| 21회   | 2월 9일   | SM엔터테인먼트 / 피아니스트 김연정 / R.ef 성대현                                         |
| 22회   | 2월 16일  | 미모의 카지노 딜러 / 영턱스클럽 송진아 / 스키장 패션                                     |
| 23회   | 2월 23일  | 성형모델 대회 1위 조수정 / 헤어디자이너 오세일                                           |
| 24회   | 3월 1일   | 이재은 / 슈퍼키드                                                                        |
| 25회   | 3월 8일   | 택시 식객 (원더걸스 편 / 부산 편 / 우승민, 백승일 편 / Tim 편)                           |
| 26회   | 3월 15일  | 택시 희로애락 (이성욱 편 / 부산 모녀 편 / 한대수 편)                                     |
| 27회   | 3월 22일  | 최화정, 조재현                                                                           |
| 28회   | 3월 29일  | 스타 택시 대리운전 편 (슈퍼주니어 이특 & 예성 / 김흥국 / SS501 김형준 & 김규종 & 허영생) |
| 시즌 2 |           |                                                                                          |
| 29회   | 4월 3일   | 제주도 편 1 (이하늘)                                                                     |
| 30회   | 4월 10일  | 제주도 편 2 (감귤아가씨 진·선·미 / 이하늘)                                               |
| 31회   | 4월 17일  | 새봄맞이 특집 자전거 택시 (지현우 / 최화정)                                              |
| 32회   | 4월 24일  | 박철민 / 이승환 / 정수현 작가 (《쇼를하라》의 저자)                                      |
| 33회   | 5월 1일   | 박철민 / 최유라                                                                          |
| 34회   | 5월 8일   | 김병찬 / 홍지민                                                                          |
| 35회   | 5월 15일  | 부부 디자이너 김석원, 윤원정 (앤디엔뎁) / 김장훈 / 임창정                                |
| 36회   | 5월 22일  | 스페셜 게스트 제1탄 (국민 MC 유재석, 국민거정 박명수)                                    |
| 37회   | 5월 28일  | 스페셜 게스트 제1탄 (국민 MC 유재석, 국민거정 박명수) / 스페셜 게스트 제2탄 (최진실)     |
| 38회   | 6월 5일   | 스페셜 게스트 제2탄 (최진실) / 특별 부록편 (이승환)                                      |
| 39회   | 6월 12일  | 조재현 / 쥬얼리 서인영                                                                   |
| 40회   | 6월 19일  | 팝핀현준 / 강의석                                                                        |
| 41회   | 6월 26일  | 박상민 & 최무배 / 야구장 히어로즈의 턱돌이 길윤호                                        |
| 42회   | 7월 3일   | 스페셜 하이라이트 택시 남과 여 (김흥국 편, 박철민 편, 부산 아가씨 편, 감귤 아가씨 편)    |
| 43회   | 7월 10일  | 김도향, 웅이아버지 팀, 신봉선                                                            |
| 44회   | 7월 17일  | 신해철 / 최진영                                                                          |
| 45회   | 7월 24일  | 최진영 2탄 / 악녀일기 3 (에이미, 바니)                                                   |
| 46회   | 7월 31일  | 이수근 / 부부클리닉 사랑과 전쟁 권혁호 & 민지영                                          |
| 47회   | 8월 7일   | 마라토너 황영조 / 태릉선수촌 레슬링 심권호, 태권도 정재은, 사격 강초현                   |
| 48회   | 8월 14일  | 택시! 베이징 가다 <유도 편> 왕기춘 경기 관람 / 베이징올림픽 첫 금메달리스트 최민호       |
| 49회   | 8월 21일  | 택시! 베이징 가다 <역도 편> 이배영 경기 관람 / 자오즈민 / 이용대 & 이효정                |
| 50회   | 8월 28일  | 택시! 베이징 가다 제 3탄 채림                                                            |
| 51회   | 9월 4일   | 채림 / 변진섭                                                                            |
| 52회   | 9월 11일  | 베이징 올림픽 마지막 왕기춘 선수 / 허구연 해설위원                                       |
| 53회   | 9월 18일  | 왕기춘 선수 & 유도 최민호 선수 / 허구연 해설위원                                         |
| 54회   | 9월 25일  | 1주년 스페셜                                                                             |
| 55회   | 10월 2일  | 김건모 / 김원희                                                                          |
| 56회   | 10월 9일  | 고 최진실 추모 특집                                                                      |
| 57회   | 10월 16일 | 김원희 / 유상철                                                                          |
| 58회   | 10월 23일 | 김C / 무술 연기자 홍의정 & 최광락                                                        |
| 59회   | 10월 28일 | 최홍만 (화요일 방송)                                                                     |
| 60회   | 11월 6일  | 최홍만 / 김C                                                                             |
| 61회   | 11월 13일 | 신승훈                                                                                   |
| 62회   | 11월 20일 | M(이민우) / 박미선                                                                       |
| 63회   | 11월 27일 | 절친 특집 붐 & 장마철 / 양배추 & 남창희                                                  |
| 64회   | 12월 4일  | 뮤지션 특집 김C, 신승훈, 변진섭, 한대수                                                  |
| 65회   | 12월 11일 | 김종서 / 김태원 & 이광기 (1)                                                             |
| 66회   | 12월 18일 | 《이산》 조연우 & 한상진 / 김태원 & 이광기 (2)                                           |
| 67회   | 12월 25일 | 2008년 택시 어워즈 1                                                                     |

### 2009년
| 회차  | 방영 일자 | 게스트                                             |
| ----- | --------- | -------------------------------------------------- |
| 68회  | 1월 1일   | 택시 어워즈 2                                      |
| 69회  | 1월 8일   | 일본 규슈 편 김지석, 최정원                        |
| 70회  | 1월 15일  | 일본 규슈 편 정시아, 김숙                          |
| 71회  | 1월 22일  | MC 공형진으로 교체 / 이경실 1                      |
| 72회  | 1월 29일  | 이경실 2, 김지선                                   |
| 72회  | 1월 29일  | 〈스페셜 1〉 섹시퀸 엄정화 1                       |
| 73회  | 2월 5일   | 〈스페셜 1〉 섹시퀸 엄정화 2                       |
| 74회  | 2월 12일  | 〈스페셜 2〉 막강콤비 송은이, 신봉선               |
| 75회  | 2월 19일  | 〈스페셜 3〉 영화계 블루칩 유오성                  |
| 76회  | 2월 26일  | 〈스페셜 4〉 개그계 반항아 황현희, 김기열          |
| 77회  | 3월 5일   | 최양락 1                                           |
| 78회  | 3월 12일  | 최양락 2                                           |
| 78회  | 3월 12일  | 최병서                                             |
| 79회  | 3월 19일  | 김서형                                             |
| 80회  | 3월 26일  | 김성수, 송종호 1                                   |
| 81회  | 4월 2일   | 김성수, 송종호 2                                   |
| 81회  | 4월 2일   | 김현숙, 도지원 1                                   |
| 82회  | 4월 9일   | 김현숙, 도지원 2                                   |
| 82회  | 4월 9일   | 이현우                                             |
| 83회  | 4월 16일  | 명장면 하이라이트                                  |
| 84회  | 4월 23일  | 심현섭, 박준형                                     |
| 85회  | 4월 30일  | 윤도현 1                                           |
| 86회  | 5월 7일   | 윤도현 2                                           |
| 86회  | 5월 7일   | 박해진                                             |
| 87회  | 5월 14일  | 김승우, 오만석 1                                   |
| 88회  | 5월 21일  | 김승우, 오만석 2                                   |
| 88회  | 5월 21일  | 연예부 기자 이현아                                 |
| 89회  | 5월 28일  | 윤상현                                             |
| 90회  | 6월 4일   | 이성진                                             |
| 90회  | 6월 4일   | 요조 1                                             |
| 91회  | 6월 11일  | 요조 2                                             |
| 91회  | 6월 11일  | 오영실                                             |
| 92회  | 6월 18일  | 김성주, 신영일                                     |
| 93회  | 6월 25일  | 윤소이                                             |
| 94회  | 7월 2일   | 명장면 하이라이트                                  |
| 95회  | 7월 9일   | 유세윤, 장동민, 유상무 1                           |
| 96회  | 7월 16일  | 유세윤, 장동민, 유상무 2                           |
| 96회  | 7월 16일  | 신세경, 남지현                                     |
| 97회  | 7월 23일  | 전유성                                             |
| 97회  | 7월 23일  | 복싱 세계챔피언 최현미                             |
| 98회  | 7월 30일  | 크라잉넛                                           |
| 98회  | 7월 30일  | 쇼핑 · 여행 전문가 배정현                          |
| 99회  | 8월 6일   | 윤다훈, 정웅인, 박상면                             |
| 100회 | 8월 13일  | 100회 특집 1탄                                     |
| 101회 | 8월 20일  | 100회 특집 2탄                                     |
| 102회 | 8월 27일  | 이민기, 김인권 1                                   |
| 103회 | 9월 3일   | 이민기, 김인권 2                                   |
| 103회 | 9월 3일   | 이순재                                             |
| 104회 | 9월 10일  | 최강희, 김숙                                       |
| 105회 | 9월 17일  | 김동길 교수                                        |
| 105회 | 9월 17일  | 슈퍼스타K 참가자 박재은, 이진                      |
| 106회 | 9월 24일  | 클래지콰이 알렉스, 호란                            |
| 107회 | 10월 1일  | 강부자, 전미선                                     |
| 108회 | 10월 8일  | 이성미                                             |
| 109회 | 10월 15일 | 부산국제영화제 특집                                |
| 110회 | 10월 22일 | 장동건                                             |
| 110회 | 10월 22일 | 부산 남녀                                          |
| 111회 | 10월 29일 | 메이크업 아티스트 조성아                           |
| 112회 | 11월 5일  | 홍진경                                             |
| 113회 | 11월 12일 | 정가은, 서혜정                                     |
| 114회 | 11월 19일 | 오현경                                             |
| 115회 | 11월 26일 | 2009 연중기획 전라북도 특집편                      |
| 116회 | 12월 3일  | 2009 연중기획 전라북도 특집편                      |
| 117회 | 12월 10일 | 〈홍콩특집 1탄〉 박은혜                            |
| 118회 | 12월 17일 | 〈홍콩특집 2탄〉 홍콩 축구 국가대표팀 감독 김판곤  |
| 118회 | 12월 17일 | 〈홍콩특집 2탄〉 한국판 홍콩관광지도 제작자 이지현 |
| 119회 | 12월 24일 | 배수빈, 최송현                                     |
| 120회 | 12월 31일 | 2009 택시 어워즈                                   |

### 2010년
| 회차  | 방영 일자 | 게스트                                                |
| ----- | --------- | ----------------------------------------------------- |
| 121회 | 1월 7일   | 줄리엔 강, 서신애                                     |
| 122회 | 1월 14일  | 임상아                                                |
| 123회 | 1월 21일  | 노유민, 문성훈                                        |
| 124회 | 1월 28일  | 데니안, 최필립, DT                                    |
| 125회 | 2월 4일   | 희망택시, 아이티에 가다!                              |
| 126회 | 2월 11일  | 희망택시, 아이티에 가다!                              |
| 127회 | 2월 18일  | 오세훈                                                |
| 128회 | 2월 25일  | 정두언, 이경진                                        |
| 128회 | 2월 25일  | 지진희, 이종혁 1                                      |
| 129회 | 3월 4일   | 지진희, 이종혁 2                                      |
| 129회 | 3월 4일   | 이규혁                                                |
| 130회 | 3월 11일  | 신애, 김성은 1                                        |
| 131회 | 3월 18일  | 신애, 김성은 2                                        |
| 131회 | 3월 18일  | 윤진서                                                |
| 132회 | 3월 25일  | 카라 1                                                |
| 133회 | 4월 1일   | 카라 2                                                |
| 133회 | 4월 1일   | 이경규 1                                              |
| 134회 | 4월 8일   | 이경규 2                                              |
| 135회 | 4월 15일  | 유현상, 최윤희 부부                                   |
| 136회 | 4월 22일  | 이한위                                                |
| 137회 | 4월 29일  | 한예원                                                |
| 137회 | 4월 29일  | 성기홍 (걷기 전문가), 이병훈 (야구선수 출신 해설위원) |
| 138회 | 5월 6일   | 양정아                                                |
| 139회 | 5월 13일  | 박중훈                                                |
| 140회 | 5월 20일  | 오지호                                                |
| 141회 | 5월 27일  | 브라운아이드걸스                                      |
| 142회 | 6월 4일   | 구혜선                                                |
| 143회 | 6월 10일  | 티아라                                                |
| 144회 | 6월 17일  | 택시 스페셜                                           |
| 145회 | 6월 24일  | 이지연                                                |
| 146회 | 7월 1일   | 이주노, 박철우                                        |
| 147회 | 7월 8일   | 유준상 1                                              |
| 148회 | 7월 15일  | 유준상 2                                              |
| 148회 | 7월 15일  | 박상민 1                                              |
| 149회 | 7월 22일  | 박상민 2                                              |
| 150회 | 7월 29일  | 오재무, 권용운                                        |
| 151회 | 8월 5일   | 김준호, 김대희                                        |
| 152회 | 8월 12일  | 한정수, 조동혁, 김정화                                |
| 153회 | 8월 19일  | 김유정, 이민호                                        |
| 153회 | 8월 19일  | 송경철                                                |
| 154회 | 8월 26일  | 조희봉, 임정은, 김지훈                                |
| 155회 | 9월 2일   | DJ DOC                                                |
| 156회 | 9월 9일   | 주진모                                                |
| 157회 | 9월 16일  | 주진모                                                |
| 158회 | 9월 23일  | 채연                                                  |
| 159회 | 9월 30일  | 디바 (비키, 지니, 민경)                               |
| 160회 | 10월 7일  | 최성국                                                |
| 161회 | 10월 14일 | 류덕환                                                |
| 162회 | 10월 21일 | 김효진, 우종완                                        |
| 163회 | 10월 28일 | 신현준                                                |
| 164회 | 11월 4일  | 이은미                                                |
| 165회 | 11월 11일 | 슈퍼스타K 2 허각, 존 박, 김은비, 김소정               |
| 166회 | 11월 18일 | 정준하                                                |
| 167회 | 11월 25일 | 박경림 1                                              |
| 168회 | 12월 2일  | 박경림 2                                              |
| 168회 | 12월 2일  | 토니안 1                                              |
| 169회 | 12월 9일  | 토니안 2                                              |
| 169회 | 12월 9일  | 하석진, 이영은                                        |
| 170회 | 12월 16일 | 심형래                                                |
| 171회 | 12월 23일 | 주상욱                                                |
| 172회 | 12월 30일 | 조동혁, 서도영                                        |

### 2011년
| 회차  | 방영 일자 | 게스트                                                   |
| ----- | --------- | -------------------------------------------------------- |
| 173회 | 1월 6일   | 남희석                                                   |
| 174회 | 1월 13일  | 김동완                                                   |
| 175회 | 1월 20일  | 현빈                                                     |
| 176회 | 1월 27일  | 현빈                                                     |
| 177회 | 2월 3일   | 현빈                                                     |
| 178회 | 2월 10일  | 빅뱅 승리                                                |
| 179회 | 2월 17일  | 하유미                                                   |
| 180회 | 2월 24일  | 미쓰에이                                                 |
| 181회 | 3월 3일   | 윤은혜, 박한별                                           |
| 182회 | 3월 10일  | 임창정, 김민선                                           |
| 183회 | 3월 17일  | 더원, 박선주 1                                           |
| 184회 | 3월 24일  | 박선주 2                                                 |
| 184회 | 3월 24일  | 조혜련                                                   |
| 185회 | 3월 31일  | 컬투 1                                                   |
| 186회 | 4월 7일   | 컬투 2                                                   |
| 186회 | 4월 7일   | 11학번 새내기 특집                                       |
| 187회 | 4월 14일  | 동방신기                                                 |
| 188회 | 4월 21일  | 서지석, 최정윤, 변정수                                   |
| 189회 | 4월 28일  | 김완선                                                   |
| 190회 | 5월 5일   | JK김동욱, 테이, 서정학                                   |
| 191회 | 5월 12일  | 소유진                                                   |
| 192회 | 5월 19일  | 안내상, 김종민                                           |
| 193회 | 5월 26일  | 포미닛                                                   |
| 194회 | 6월 2일   | 애프터스쿨                                               |
| 195회 | 6월 9일   | 이상윤, 남상미 커플                                      |
| 196회 | 6월 16일  | 이상윤, 남상미 커플                                      |
| 197회 | 6월 23일  | 예지원, 서범석                                           |
| 198회 | 6월 30일  | 왕의 귀환 《쇼쇼쇼》                                     |
| 199회 | 7월 7일   | 장윤주, 하림                                             |
| 200회 | 7월 14일  | 영화 《써니》의 주역들                                   |
| 201회 | 7월 21일  | 이민기, 강예원, 김인권                                   |
| 202회 | 7월 28일  | 장기하                                                   |
| 203회 | 8월 4일   | 한고은                                                   |
| 204회 | 8월 11일  | 이미연                                                   |
| 205회 | 8월 18일  | 이미연                                                   |
| 206회 | 8월 25일  | 이제니                                                   |
| 207회 | 9월 1일   | 제임스 카이슨 리 (할리우드 한국계 배우)                  |
| 208회 | 9월 8일   | 5주년 특집 택시 어워즈                                   |
| 209회 | 9월 15일  | 코리아 갓 텔런트 TOP 3 (주민정, 최성봉, IUV)             |
| 210회 | 9월 22일  | 윤도현, 딸 윤이정                                        |
| 211회 | 9월 29일  | 윤도현, 딸 윤이정                                        |
| 212회 | 10월 6일  | 왕종근 가족                                              |
| 213회 | 10월 13일 | 김선아                                                   |
| 214회 | 10월 20일 | 김수로                                                   |
| 215회 | 10월 27일 | 김수로                                                   |
| 216회 | 11월 3일  | 이윤지                                                   |
| 217회 | 11월 10일 | 박재범                                                   |
| 218회 | 11월 17일 | 경기도지사 김문수                                        |
| 219회 | 11월 24일 | 《코미디 빅리그》 아메리카노 팀 (김미려, 안영미, 정주리) |
| 220회 | 12월 1일  | 이동욱                                                   |
| 221회 | 12월 8일  | 울랄라 세션                                              |
| 222회 | 12월 15일 | 울랄라 세션                                              |
| 223회 | 12월 22일 | 지성                                                     |
| 224회 | 12월 29일 | 연말 하이라이트                                          |

### 2012년
| 회차  | 방영 일자 | 게스트                                          |
| ----- | --------- | ----------------------------------------------- |
| 225회 | 1월 5일   | 엄지원                                          |
| 226회 | 1월 12일  | 황정민                                          |
| 227회 | 1월 19일  | 김희선                                          |
| 228회 | 1월 26일  | 김희선                                          |
| 229회 | 2월 2일   | 안성기                                          |
| 230회 | 2월 9일   | 박완규, 김종서                                  |
| 231회 | 2월 16일  | 류승수                                          |
| 232회 | 2월 23일  | 장혁                                            |
| 233회 | 4월 5일   | 김수현                                          |
| 234회 | 4월 12일  | 김수현                                          |
| 235회 | 4월 19일  | 송일국                                          |
| 236회 | 4월 26일  | 샤이니                                          |
| 237회 | 5월 3일   | `버스커 버스커                                  |
| 238회 | 5월 10일  | 배두나                                          |
| 239회 | 5월 17일  | 성민, 제시카, 루나                              |
| 240회 | 5월 24일  | 김진표, 윤주련                                  |
| 241회 | 5월 31일  | 백지영, 유성은                                  |
| 242회 | 6월 7일   | 이승연                                          |
| 243회 | 6월 14일  | 김현주                                          |
| 244회 | 6월 21일  | 혜박                                            |
| 245회 | 6월 28일  | 강레오, 박선주                                  |
| 246회 | 7월 5일   | 박정현                                          |
| 247회 | 7월 12일  | 바비 킴                                         |
| 248회 | 7월 19일  | 서인국, 은지원                                  |
| 249회 | 7월 26일  | 장진                                            |
| 250회 | 8월 2일   | 하하, 스컬 1                                    |
| 251회 | 8월 9일   | 하하, 스컬 2                                    |
| 251회 | 8월 9일   | 신세경 1                                        |
| 252회 | 8월 16일  | 신세경 2                                        |
| 253회 | 8월 23일  | 부활                                            |
| 254회 | 8월 30일  | 장도연, 박나래, 이국주                          |
| 255회 | 9월 6일   | 김수현 편 하이라이트                            |
| 256회 | 9월 13일  | 김구라                                          |
| 257회 | 9월 20일  | 김구라의 고맙습니다 1편 (효린, 규현)            |
| 258회 | 9월 27일  | 김구라의 고맙습니다 2편 (조형기, 후지타 사유리) |
| 259회 | 10월 4일  | 전현무 합류 / 신영일, 김현욱                    |
| 260회 | 10월 11일 | 박지윤                                          |
| 261회 | 10월 18일 | 조정석, 김인권                                  |
| 262회 | 10월 25일 | 구혜선, 오연서                                  |
| 263회 | 11월 1일  | 별                                              |
| 264회 | 11월 8일  | 이승환                                          |
| 265회 | 11월 15일 | 박준형, 정만호, 윤성한                          |
| 266회 | 11월 22일 | 소방차 정원관, 김완선, 박남정, 강수지           |
| 267회 | 11월 29일 | 김태균                                          |
| 268회 | 12월 10일 | 로이킴, 정준영                                  |
| 269회 | 12월 17일 | 로이킴, 정준영                                  |
| 270회 | 12월 24일 | 박신혜, 윤시윤                                  |
| 271회 | 12월 31일 | 서인국, 정은지                                  |

### 2013년
| 회차  | 방영 일자 | 게스트                         |
| ----- | --------- | ------------------------------ |
| 272회 | 1월 7일   | 김상경                         |
| 273회 | 1월 14일  | 윤형빈, 정경미 부부            |
| 274회 | 1월 21일  | 홍록기, 김아린 부부            |
| 275회 | 1월 28일  | 현영                           |
| 276회 | 2월 4일   | 김준현                         |
| 277회 | 2월 11일  | 씨엔블루                       |
| 278회 | 2월 18일  | 김미경                         |
| 279회 | 2월 25일  | 아놀드 슈워제네거              |
| 280회 | 3월 4일   | 이훈, 전미선                   |
| 281회 | 3월 11일  | 김성민                         |
| 282회 | 3월 18일  | 이상민, 김지현                 |
| 283회 | 3월 25일  | 한정수, 임형준, 박건형, 조동혁 |
| 284회 | 4월 8일   | 박재범, 김슬기                 |
| 285회 | 4월 15일  | 김지우, 레이먼 킴, JK 김동욱   |
| 286회 | 4월 22일  | 양희은, 이성미                 |
| 287회 | 4월 29일  | 최종훈, 김재우                 |
| 288회 | 5월 6일   | 양세형, 양세찬                 |
| 289회 | 5월 13일  | 오상진                         |
| 290회 | 5월 20일  | 강용석, 유정현                 |
| 291회 | 5월 27일  | 류수영, 샘 해밍턴              |
| 292회 | 6월 3일   | 신화                           |
| 293회 | 6월 10일  | 최일구                         |
| 294회 | 6월 17일  | 조달환, 클라라                 |
| 295회 | 6월 24일  | 이승철                         |
| 296회 | 7월 1일   | 이순재, 신구, 박근형, 백일섭   |
| 297회 | 7월 8일   | 문희준, 토니안, 천명훈         |
| 298회 | 7월 15일  | 강타                           |
| 299회 | 7월 22일  | 소이현, 택연                   |
| 300회 | 8월 26일  | 김성은, 이세준, 서영은         |
| 301회 | 9월 2일   | 이서진                         |
| 302회 | 9월 9일   | 이서진, 나영석                 |
| 303회 | 9월 16일  | 브라운 아이드 걸스             |
| 304회 | 9월 23일  | 박형식, 임시완, 황광희         |
| 305회 | 9월 30일  | 정찬성, 임슬옹                 |
| 306회 | 10월 7일  | 김병옥, 정경호                 |
| 307회 | 10월 14일 | 김해숙                         |
| 308회 | 10월 21일 | 박중훈, 엄태웅                 |
| 309회 | 10월 28일 | 서인국, 박철민                 |
| 310회 | 11월 4일  | 김민교, 이종혁                 |
| 311회 | 11월 11일 | 김미려, 정성윤 부부            |
| 312회 | 11월 18일 | 샘 해밍턴, 샘 오취리, 아비가일 |
| 313회 | 12월 2일  | 이동욱                         |
| 314회 | 12월 9일  | 하휘동, 김명규, 한선천         |
| 315회 | 12월 16일 | 주원                           |
| 316회 | 12월 23일 | 윤태영                         |

### 2014년
| 회차  | 방영 일자 | 게스트                              |
| ----- | --------- | ----------------------------------- |
| 317회 | 1월 4일   | 정우, 김성균                        |
| 318회 | 1월 11일  | 정우, 김성균                        |
| 319회 | 1월 18일  | 유연석                              |
| 320회 | 1월 23일  | 바로, 도희, 손호준                  |
| 321회 | 1월 30일  | 이태란, 오만석                      |
| 322회 | 2월 6일   | 홍진호, 이두희, 이상민              |
| 323회 | 2월 13일  | 허지웅, 김태훈                      |
| 324회 | 2월 20일  | 송은이, 김숙                        |
| 325회 | 2월 27일  | 송경아, 한혜진                      |
| 326회 | 3월 6일   | 유준상                              |
| 327회 | 3월 13일  | 진태현, 박시은 커플                 |
| 328회 | 3월 20일  | 옥소리                              |
| 329회 | 3월 27일  | 안재욱, 신성록                      |
| 330회 | 4월 3일   | 김성령, 방은희                      |
| 331회 | 4월 10일  | 엄정화, 박서준                      |
| 332회 | 5월 1일   | 김현숙, 라미란                      |
| 333회 | 5월 8일   | 태진아, 박현빈, 홍진영              |
| 334회 | 5월 15일  | 공서영, 최희                        |
| 335회 | 6월 24일  | 택시의 탄생                         |
| 336회 | 7월 1일   | 지성, 이광수                        |
| 337회 | 7월 8일   | 김창완, 김선희 (심리학자)           |
| 338회 | 7월 15일  | 강원래, 김송 부부                   |
| 339회 | 7월 22일  | 최정윤                              |
| 340회 | 7월 29일  | 슈, 임효성 부부                     |
| 341회 | 8월 5일   | 오지호                              |
| 342회 | 8월 12일  | 오지호, 손명제, 이정                |
| 343회 | 8월 19일  | 허수경, 정샘물                      |
| 344회 | 8월 26일  | 김가연, 임요환 부부                 |
| 345회 | 9월 2일   | 이국주                              |
| 346회 | 9월 9일   | 에네스 카야, 크리스 존슨            |
| 347회 | 9월 16일  | 전수경, 에릭 스완슨                 |
| 348회 | 9월 23일  | 김종민, 노유민                      |
| 349회 | 9월 30일  | 금보라, 오영실                      |
| 350회 | 10월 7일  | 진재영                              |
| 351회 | 10월 14일 | 고명환, 임지은                      |
| 352회 | 10월 21일 | 황영희, 김지영                      |
| 353회 | 10월 28일 | 이재윤, 윤현민, 윤박                |
| 354회 | 11월 4일  | 황혜영                              |
| 355회 | 11월 11일 | 문정희                              |
| 356회 | 11월 18일 | 베이비복스 (김이지, 심은진, 간미연} |
| 357회 | 11월 25일 | 김현정, 소찬휘, 채연                |
| 358회 | 12월 2일  | 김인석, 안젤라 박 부부              |
| 359회 | 12월 9일  | 에픽하이                            |
| 360회 | 12월 16일 | 정경미, 윤형빈 부부                 |
| 361회 | 12월 23일 | 씨스타                              |

### 2015년
| 회차     | 방영 일자 | 게스트 |
| -------- | --------- | --- |
| 스페셜 1 | 1월 2일   | 미생 신년회 (임시완, 강소라, 강하늘, 변요한, 김대명, 태인호, 오민석, 전석호, 이경영, 이성민, 손종학, 박해준) |
| 스페셜 2 | 1월 3일   | 미생 신년회 (임시완, 강소라, 강하늘, 변요한, 김대명, 태인호, 오민석, 전석호, 이경영, 이성민, 손종학, 박해준) |
| 362회    | 1월 6일   | 태인호, 오민석, 전석호                                                                                       |
| 363회    | 1월 13일  | 포지션 임재욱, 플라워 고유진                                                                                 |
| 364회    | 1월 20일  | 인교진, 정은우                                                                                               |
| 365회    | 1월 27일  | 장수원, 김재덕, 강성훈                                                                                       |
| 366회    | 2월 3일   | 유이, 최우식                                                                                                 |
| 367회    | 2월 10일  | 레이먼 킴, 김지우                                                                                            |
| 368회    | 2월 17일  | 김예분, 차승환                                                                                               |
| 369회    | 3월 3일   | 김미려, 정성윤                                                                                               |
| 369회    | 3월 3일   | 빽가 |
| 370회    | 3월 10일  | 기안84, 박태준                                                                                               |
| 370회    | 3월 10일  | 홍영기, 이세용                                                                                               |
| 371회    | 3월 17일  | 이천희, 이세희                                                                                               |
| 372회    | 3월 24일  | 신아영, 윤소희, 남지현                                                                                       |
| 373회    | 3월 31일  | 제시, 치타, 육지담                                                                                           |
| 374회    | 4월 7일   | 유병재, 장도연                                                                                               |
| 375회    | 4월 14일  | 이지현 부부                                                                                                  |
| 376회    | 4월 21일  | 허경환, 김풍, 양재진                                                                                         |
| 377회    | 4월 28일  | 김태원, 크리스                                                                                               |
| 378회    | 5월 5일   | 강예원, 정인영, 이현지                                                                                       |
| 379회    | 5월 12일  | 고은미, 장영남                                                                                               |
| 380회    | 5월 19일  | 이연복 |
| 381회    | 5월 26일  | 전소민, 손수현                                                                                               |
| 382회    | 6월 2일   | 오정연, 문지애                                                                                               |
| 383회    | 6월 9일   | 황석정, 서현진                                                                                               |
| 384회    | 6월 23일  | 황신혜, 이진이                                                                                               |
| 385회    | 6월 30일  | 홍석천, 장진우 (청년 CEO)                                                                                    |
| 386회    | 7월 7일   | 조선희 |
| 387회    | 7월 14일  | 신주아 1 |
| 388회    | 7월 21일  | 신주아 2 |
| 388회    | 7월 21일  | 천정명 1 |
| 389회    | 7월 28일  | 천정명 2 |
| 390회    | 8월 4일   | 송호범, 백승혜                                                                                               |
| 391회    | 8월 11일  | 홍수아, 서유리                                                                                               |
| 392회    | 8월 18일  | 김새롬, 이찬오                                                                                               |
| 393회    | 8월 25일  | 박은지, 박은실, 박은홍                                                                                       |
| 394회    | 9월 1일   | 이은결, 오세득                                                                                               |
| 395회    | 9월 8일   | 박진희 |
| 396회    | 9월 15일  | 안용준, 베니                                                                                                 |
| 397회    | 9월 22일  | 김선진, 이윤진                                                                                               |
| 398회    | 10월 6일  | 김산호, 이기우                                                                                               |
| 399회    | 10월 13일 | 지진희, 김성균                                                                                               |
| 400회    | 10월 20일 | 400회 특집, 오만석 합류 / 김승우, 홍진경                                                                     |
| 401회    | 10월 27일 | 김형석, 서진호                                                                                               |
| 402회    | 11월 3일  | 박지우, 황재근                                                                                               |
| 403회    | 11월 10일 | 신이, 솔비, 박나래                                                                                           |
| 404회    | 11월 17일 | 윤혜진, 김설진                                                                                               |
| 405회    | 11월 24일 | 황정민, 김원해                                                                                               |
| 406회    | 12월 1일  | 기은세, 양태오                                                                                               |
| 407회    | 12월 8일  | 사유리, 문세윤, 슬리피                                                                                       |
| 408회    | 12월 15일 | 양미라, 양은지                                                                                               |
| 409회    | 12월 22일 | 장동민, 유상무                                                                                               |

### 2016년
| 회차     | 방영 일자 | 게스트                                               |
| -------- | --------- | ---------------------------------------------------- |
| 410회    | 1월 5일   | 이성경, 서강준                                       |
| 411회    | 1월 12일  | 김정민, 신수지                                       |
| 412회    | 1월 19일  | 유하나, 이용규                                       |
| 413회    | 1월 26일  | 이동휘, 류준열                                       |
| 414회    | 2월 2일   | 이동휘, 류준열, 라미란, 이일화, 김선영               |
| 415회    | 2월 9일   | 라미란, 이일화, 김선영                               |
| 416회    | 2월 16일  | 라미란, 김성균, 김선영, 최무성, 이일화, 유재명       |
| 417회    | 2월 23일  | 차지연, 이엘                                         |
| 418회    | 3월 1일   | 정가은, 이혜정                                       |
| 419회    | 3월 8일   | 조세호, 차오루, 알베르토                             |
| 420회    | 3월 22일  | 한혜연, 배윤정                                       |
| 421회    | 3월 29일  | 정주리, 이세영, 낸시 랭                              |
| 422회    | 4월 5일   | 스피카                                               |
| 423회    | 4월 12일  | 김지훈, 하석진                                       |
| 424회    | 4월 19일  | 이천수, 심하은 부부                                  |
| 425회    | 4월 26일  | 가희, 나비                                           |
| 426회    | 5월 3일   | 지코, 자이언티                                       |
| 427회    | 5월 10일  | 이동준, 박준형                                       |
| 428회    | 5월 17일  | 박지윤, 박태일 남매                                  |
| 429회    | 5월 24일  | 아이오아이                                           |
| 430회    | 5월 31일  | 아이오아이                                           |
| 431회    | 6월 7일   | 릴리메이맥, 이진이                                   |
| 432회    | 6월 14일  | 성동일, 신원호                                       |
| 433회    | 6월 21일  | 고아라                                               |
| 434회    | 6월 28일  | 양정원, 심으뜸                                       |
| 435회    | 7월 5일   | 최성준, 하연주, 지일주                               |
| 436회    | 7월 12일  | 이현이, 홍성기 부부                                  |
| 437회    | 7월 19일  | 권혁수, 솔지                                         |
| 438회    | 7월 26일  | 선우선, 최강희                                       |
| 439회    | 8월 2일   | 신다은, 임성빈 부부                                  |
| 440회    | 8월 9일   | 경리, 나라, 이수민                                   |
| 441회    | 8월 16일  | 황교익, 홍신애                                       |
| 442회    | 8월 23일  | 허영란, 오승은                                       |
| 스페셜 1 | 9월 2일   | 굿와이프 특집 (전도연, 유지태, 윤계상, 김서형, 나나) |
| 스페셜 2 | 9월 3일   | 굿와이프 특집 (전도연, 유지태, 윤계상, 김서형, 나나) |
| 443회    | 9월 13일  | 로이킴, 김희정                                       |
| 444회    | 9월 20일  | 강수정                                               |
| 445회    | 9월 27일  | 지창욱, 윤아                                         |
| 446회    | 10월 4일  | 강주은                                               |
| 447회    | 10월 11일 | 조성아, 김우리 1                                     |
| 448회    | 10월 18일 | 조성아, 김우리 2                                     |
| 448회    | 10월 18일 | 스티브 J, 요니 P                                     |
| 449회    | 10월 25일 | 강형욱                                               |
| 450회    | 11월 1일  | 박하선, 황우슬혜, 민진웅                             |
| 451회    | 11월 8일  | 김희정, 서유정, 강래연                               |
| 452회    | 11월 15일 | 톰 크루즈 (with. 김생민, 김경식)                     |
| 453회    | 11월 22일 | 김희철, 민경훈                                       |
| 454회    | 11월 29일 | 박수홍                                               |
| 455회    | 12월 6일  | 홍혜걸, 여에스더                                     |
| 456회    | 12월 13일 | 윤손하, 유민                                         |
| 457회    | 12월 20일 | 황보, 스테이, 문지인                                 |
| 458회    | 12월 27일 | 한석준, 조우종, 다니엘 린데만                        |

### 2017년
| 회차  | 방영 일자 | 게스트                                                            |
| ----- | --------- | ----------------------------------------------------------------- |
| 459회 | 1월 4일   | 우희진, 조미령                                                    |
| 460회 | 1월 11일  | 김지현, 채리나                                                    |
| 461회 | 1월 18일  | 최진호, 장소연                                                    |
| 462회 | 1월 25일  | 이철민, 강성진, 오대환 1                                          |
| 463회 | 2월 1일   | 이철민, 강성진, 오대환 2                                          |
| 463회 | 2월 1일   | 류효영, 류화영 1                                                  |
| 464회 | 2월 8일   | 류효영, 류화영 2                                                  |
| 465회 | 2월 15일  | 명세빈, 김승수                                                    |
| 466회 | 2월 22일  | 오윤아, 아이비                                                    |
| 467회 | 3월 1일   | 류현경, 박정민                                                    |
| 468회 | 3월 8일   | 유리, 이지혜                                                      |
| 469회 | 3월 15일  | 김흥국, 혜림, MC그리                                              |
| 470회 | 3월 22일  | 손현주, 장혁                                                      |
| 471회 | 3월 29일  | 걸스데이                                                          |
| 472회 | 4월 5일   | 박지영, 박혜진                                                    |
| 473회 | 4월 12일  | 미나, 김혜진                                                      |
| 474회 | 4월 19일  | 이선균, 안재홍                                                    |
| 475회 | 4월 26일  | 김정근, 이지애                                                    |
| 476회 | 5월 3일   | 함소원                                                            |
| 477회 | 5월 10일  | 김정화, 임성언                                                    |
| 478회 | 5월 17일  | 최수진, 수영                                                      |
| 479회 | 5월 24일  | 이지성, 차유람                                                    |
| 480회 | 5월 31일  | 권율, 조달환                                                      |
| 481회 | 6월 7일   | 손여은, 오연아                                                    |
| 482회 | 6월 14일  | 조승연, 이수련, 심소영                                            |
| 483회 | 6월 21일  | 성훈, 헨리                                                        |
| 484회 | 6월 28일  | 김영철, 이지연                                                    |
| 485회 | 7월 5일   | 서정희                                                            |
| 486회 | 7월 12일  | 이석훈, 신유미, 치타, 유회승, 안형섭, 유선호, 이우진, KID MONSTER |
| 487회 | 7월 19일  | 박탐희, 임정은                                                    |
| 488회 | 7월 26일  | 빅토르 안, 우나리                                                 |
| 489회 | 8월 2일   | 택연, 조성하, 조재윤                                              |
| 490회 | 8월 9일   | 유서진, 이희진, 정다혜                                            |
| 491회 | 8월 16일  | 김민기, 홍윤화                                                    |
| 492회 | 8월 23일  | 표창원, 이수정                                                    |
| 493회 | 8월 30일  | 소희정, 오나라                                                    |
| 494회 | 9월 6일   | 혜민, 금나나                                                      |
| 495회 | 9월 13일  | 이태임, 남보라                                                    |
| 496회 | 9월 20일  | 양희은, 김나영                                                    |
| 497회 | 9월 27일  | 이루                                                              |
| 497회 | 9월 27일  | 윤아정 1                                                          |
| 498회 | 10월 11일 | 윤여정 2                                                          |
| 499회 | 10월 18일 | 윤여정 2                                                          |
| 500회 | 10월 25일 | 김민                                                              |
| 501회 | 11월 1일  | 수주                                                              |